# Daf-16
DAF-16是人FOXO家族蛋白在线虫动物门（如秀麗隱桿線蟲）中的同源基因，在线虫的胰岛素样生长因子1受体同源基因daf-2产生延长寿命的突变后，DAF-16是被激活的主要的转录因子。